# Baba de Faucigny-Lucinge
Pour les articles homonymes, voir Faucigny.
Baba de Faucigny-Lucinge, née Liliane Marie Mathilde Beaumont d'Erlanger à Londres le 10 octobre 1902, et morte à Cannes le 21 décembre 1945, est un mannequin français d'origine britannique.

## Biographie
Fille d'Émile Beaumont d'Erlanger (en) (1866-1939), banquier, qui prend la nationalité anglaise en 1891, et de Catherine d'Erlanger (en) (1874-1959), Liliane Beaumont d'Erlanger épouse à Londres, le 14 novembre 1923, le prince Jean-Louis de Faucigny-Lucinge (1904-1992), fils du prince Guy de Faucigny Lucinge et de Nativitad Terry, petit-fils du prince Charles de Faucigny Lucinge.
Connue sous le surnom de « Baba » de Faucigny-Lucinge, très en vue pendant l'entre-deux-guerres, le couple donne des fêtes somptueuses dans son hôtel particulier parisien de l'avenue Charles-Floquet, construit en 1911 par Pierre et Maurice Humbert. De ces soirées, à thème littéraire, mythologique ou exotique, le « Souvenir de Proust », par exemple, ne prend fin que sous la tour Eiffel à six heures du matin. Une  autre soirée restera célèbre, celle du « Bal 1900 » auquel participent Marie-Laure et Charles de Noailles.
Les Faucigny-Lucinge font décorer leur appartement par de grands artistes : José Maria Sert peint pour eux deux paravents, et ils sont parmi les douze premiers mécènes de Salvador Dalí. En 1928, Jean Hugo lui peint dix panneaux décoratifs pour sa chambre à coucher; faisant référence à la mythologie d'Hésiode.
Entre autres célébrités des arts ou de l’aristocratie, le couple fréquente Marthe Bibesco, Man Ray, Fulco di Verdura. Baba de Faucigny-Lucinge est l'amie de Nathalie Paley, princesse Romanov, fille du grand-duc Paul de Russie et épouse du couturier Lucien Lelong, chez qui Baba de Faucigny-Lucinge s'habille et dont elle devient un des mannequins vedettes.
Photographiée par les plus grands photographes de son temps, elle passe pour l’une des plus élégantes et des plus belles femmes de Paris.

### Descendance
De son union avec Jean-Louis de Faucigny Lucinge, naissent trois enfants :
- Princesse Ysabel de Faucigny Lucinge (1925-2012), mariée en 1947 avec Wladimir Ratisbonne de Ravenel (1921-1998), dont postérité ;
- Princesse Ariel de Faucigny Lucinge (1926-1940) ;
- Prince Guy-Louis de Faucigny Lucinge  (1940)[5]

## Iconographie dans les collections publiques
- Cecil Beaton, Portrait de Baba de Faucigny-Lucinge, photographie 22,9 × 16,6 cm, Londres, National Gallery ;
- Nathalie Paley, Trois albums de photographies, entre 1930 et 1966, New Haven, bibliothèque de l'université Yale[6].